# عقاقير مسببة للاكتئاب
المواد الجالبة للإكتئاب أو التي تسبب الاكتئاب المركزي، هي المخدرات أو المركبات الذاتية التأثير التي تقلل مستويات التوصيل العصبي، والتي تخفض أو تقلل الاستثارة أو التحفيز العصبى، في مناطق مختلفة من الدماغ. كما يشار إلى العقاقير المسببة للإكتئاب أحيانا باسم «المهدئات» لأنها تقلل من مستوى الإثارة عند إستخدامها كمواد منشطه كى تسهم في زيادة الطاقة العقلية / أو الوظيفة المادية، هم الأضداد الوظيفية للاكتئاب.
وتستخدم العقاقير المسببة للإكتئاب على نطاق واسع في جميع أنحاء العالم كدواء وصفة طبية كما يشار إليها كأدوية محظورة. وعندما تستخدم هذه المواد فإن آثارا غير مرغوبة تشمل الترنح، وتخفيف الانزعاج، وتخفيف الألم، التخدير أو النعاس، والعجز المعرفي / وفقدان أو ضعف الذاكرة، وكذلك في بعض الأحيان تحدث حالات من النشوة، التفكك، إرخاء العضلات، انخفاض ضغط الدم أو انخفاض سرعة القلب، نقص التهوية، وآثار مضاد الصرع، حتى تنتهى بتخدير كامل أو الموت في الجرعات العالية.
مسببات الاكتئاب تمارس تأثيرها من خلال عدد من الآليات الدوائية المختلفة، أبرزها والتي تشمل تسهيل حمض الغاما-أمينوبيوتيريك، وتثبيط حمض الجلوتاميك أو النشاط أوكسيديز أحادي الأمين. أمثلة أخرى هي المواد الكيميائية التي تقوم بتعديل الإشارات الكهربائية داخل الجسم. وأبرز هذه المواد بروميد ومغلقات القنوات.

## دواعى الاستخدام
تستخدم العقاقير المسببة للاكتئاب طبياً للتخفيف من الأعراض التالية:
- القلق
  - القلق
  - الوسواس القهري
  - القلق الاجتماعي
  - نوبات الذعر
- الأرق
- نوبات عصبية
- التشنج
- الاكتئاب

## الأنواع

### الكحول

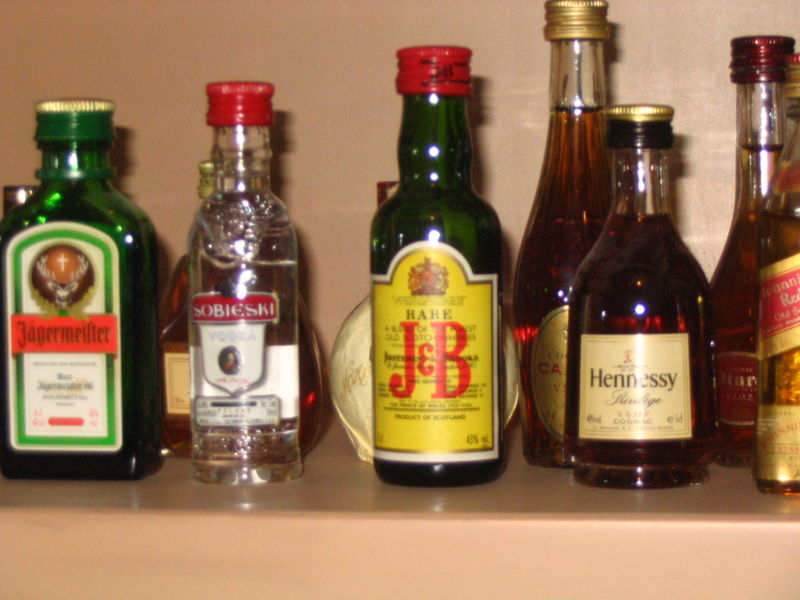
المقطر (مركزة) المشروبات الكحولية، وغالبا ما تسمى "ليكير"، ما يقرب من ثماني مرات أكثر تركيزا من البيرة

والمشروبات الكحولية (غالبا ما يشار إلى كونها مجرد مشروبات روحية) هو الشراب الذي يحتوي على الكحول من حيث الحجم، وهو المخدر الذي تم استخدامه بوصفه عقار نفساني التأثير لأكثر من ألف عام.ويعد الإيثانول هو أقدم المخدرات الترفيهية لا تزال تستخدم من قبل البشر. يمكن أن يسبب الإيثانول التسمم نتيجة السكر (حالة) الكحولى عندما يتم تعاطيه. وتنقسم المشروبات الكحولية إلى ثلاث فئات عامة: تبعا لقوانين تنظيم الكحول والبيرة، النبيذ، ومشروبات روحية (المشروبات المقطرة). وهي تستهلك بشكل قانوني في معظم البلدان في جميع أنحاء العالم. أكثر من 100 دولة لديها قوانين تنظم إنتاجها وبيع، وإستهلاك الكحوليات.
الطريقة الأكثر شيوعاً لقياس التسمم بالكحول لأغراض قانونية أو طبية هي من خلال قياس محتوى الكحول في الدم (وتسمى أيضا تركيز الكحول في الدم أو مستوى الكحول في الدم). عادة ما يتم التعبير عن ذلك بأنه نسبة من الكحول في الدم بوحدات كتلة الكحول في حجم من الدم، أو كتلة من الكحول لكل كتلة من الدم، وهذا يتوقف على البلد. على سبيل المثال، في أمريكا الشمالية فإن نسبة الكحول في الدم 0.10 (0.10٪ أو عشر واحد في المئة) يعني أن هناك 0.10 غرام من الكحول لكل ديسيلتر من الدم.

### الباربيتيورات
الباربيتورات فعالة في التخفيف من الظروف التي كانت مصممة لمعالجتها. كما أنهم عادة ما كان يساء استخدامها، حيث كانت تؤدى إلى الإدمان الجسدي، ولها إمكانات خطيرة لجرعة زائدة. عندما، في أواخر 1950، أصبح من الواضح أن التكلفة الاجتماعية للباربيتيورات كان بداية لتفوقها على الفوائد الطبية، بدأ البحث الجاد لاستبدالها بأدوية بديلة. معظم الناس لا تزال تستخدم اليوم الباربيتيورات والقيام بذلك للوقاية من النوبات أو في شكل خفيف لتخفيف من أعراض الصداع النصفي.

### البنزوديازيبينات
والبنزوديازيبين (وأحيانا بالعامية «بنزو»، وغالبا ما يختصر "BZD") هو عقار نفساني التأثير الذي تحتوى نواته الكيميائية الأساسية على انصهار حلقة البنزين وحلقة ديازيبين. وكانت أولى تلك المخدرات، كلورديازيبوكسيد (ليبريوم)، حيث اكتشف بالصدفة من قبل ليو ستيرنباخ في عام 1955، وأصبحت متاحة في عام 1960 من قبل هوفمان-لا روش، التي لديها أيضا حق تسويقها والبنزوديازيبين الديازيبام (الفاليوم) منذ عام 1963.
تعزز البنزوديازيبينات تأثير الناقل عصبي حمض-جاما أمينو بيوتيريك (جابا) في ناقل جاباA ، مما يؤدى إلى تأثير مهدئ، ومنوم (جالب للنوم)، ومزيل القلق أو (المضادة للقلق)، مضاد للقلق، ومساعد إرتخاء العضلات خصائص؛ ينظر إليها أيضا في الصيدلة التطبيقية كجرعات عالية في العديد من البنزوديازيبينات ذات العمر القصير أو الفعالية القصيرة هي فقد الذاكرة -الإجراءات الفصامية. هذه الخصائص تجعل البنزوديازيبينات مفيدة في علاج القلق، والأرق، الانفعالات الحركية، تقلص عضلى، سحب الكحولات ونتيجة لأثرها في التخدير لإجراءات طبية أو في طب الأسنان. وتصنف البنزوديازيبينات إما قصيرة، أو متوسطة أو طويلة المفعول. وتفضل البنزوديازيبينات القصيرة والمتوسطة التي تستعمل لعلاج الأرق. فإن البنزوديازيبينات طويلة المفعول تعد هي الموصى بها لعلاج القلق.
بشكل عام، البنزوديازيبينات آمنة وفعالة في المدى القصير، وعلى الرغم من ضعف التأثير المعرفي ومثل السلوك العدوانى المتناقض وتمرير السلوك الفاضح الذي يحدث في بعض الأحيان. وهناك أقلية تتفاعل بعكس ما هو متوقع عادة. على سبيل المثال، حالة من الذعر قد تزداد سوءا بشكل كبير عقب تناول البنزوديازيبين. ولكن الاستخدام طويل الأمد يثير جدلا بسبب المخاوف من الآثار السلبية النفسية والجسدية، وأسئلة عن زيادة فعالية وبسبب أن البنزوديازيبينات عرضة للتسبب في تحمل الدواء والاعتماد البدني، وعند الإقلاع عن تعاطي بعد استخدام على المدى الطويل، وهو متلازمة انسحاب البنزوديازيبين بسبب الآثار السلبية المرتبطة بالاستخدام على المدى الطويل من قبيل البنزوديازيبينات، الانسحاب من البنزوديازيبينات، بشكل عام، يؤدي إلى تحسين الصحة البدنية والعقلية. كبار السن هم في خطر متزايد من المعاناة من كلا الأنواع قصيرة الأجل وطويلة الأجل رد الفعل السلبي للعقار. وهناك جدل بشأن سلامة البنزوديازيبينات في فترة الحمل. في حين أنها ليست رئيسية التشوهات الخلقية والنمائية، لا يزال عدم اليقين بشأن ما إذا كانت تسبب فلح الشفة والحنك في عدد صغير من الأطفال وعن ما إذا كانت تحدث الآثار العصبية السلوكية نتيجة للتعرض قبل الولادة. من المعروف أنها تسبب أعراض الانسحاب في حديثي الولادة. يمكن أن تؤخذ البنزوديازيبينات في جرعة زائدة ويمكن أن تسبب خطورة غيبوبة. ومع ذلك، فهي أقل سمية بكثير من أسلافهم من الباربيتورات، والموت يحدث نادرا من جراء استخدام البنزوديازيبينات بمفردها ومع ذلك، فعندما تستخدم مجتمعة مع غيرها من عقاقير مسببة للإكتئاب مثل المشروبات كحولية والأفيونيات، وإمكانية حدوث السمية وزيادة جرعة زائدة قاتلة. يساء استخدام البنزوديازيبينات وعادة تؤخذ في تركيبة مع غيرها من الأدوية المسببة لتعاطي مواد الإدمان. بالإضافة إلى ذلك، يتم سرد كافة البنزوديازيبينات في قائمة بيرز التي تسرد الأدوية الخطرة بالنسبة لإستخدام البالغين، والتي تعتبر مهمة في الممارسة السريرية.

### الأفيونات
خلافا للاعتقاد الخاطيء، المواد الأفيونية ليست مسببة للإكتئاب بالمعنى التقليدي. أنها تنتج هبوطا بالجهاز العصبي المركزي، إلا أنها أيضا تثير مناطق معينة من الجهاز العصبي المركزي.ولكى نبقى أوفيا لمصطلح «اكتئاب» - لا يمكن تصنيف المواد الأفيونية على هذا النحو. المستقبلات الأفيونية ومشتقات الأفيون، تصنف بشكل مختلف. المسكنات أو المخدرات تحدد هذه الأدوية بشكل صحيح. ومع ذلك، لديهم تأثييرات اكتئاب.
- مورفين
- هيروين
- كوداين
- هيدروكودين
- أكسيكودون
- ميثادون

### متنوعات
- ألفا وحاصرات بيتا (كارفيديلول، بروبرانولول، أتينولول، إلخ.)
- مضادات الكولين (أتروبين، هيوسيامين، سكوبولامين، إلخ.)
- مضادات الصرع (حمض الفالبرويك، كاربامازيبين، لاموتريجين، إلخ.)
- مضاد الهستامين (دي فين هيدرامين، دوكسيلامين، بروميثازين، إلخ.)
- مضادات الذهان (عالوبيريدول، كلوربرومازين، كلوزابين، إلخ.)
- فصامي (ديكستروميتورفان، كيتامين، فينسيكليدين، أكسيد النيتروس، إلخ.)
- منوم (زولبيديم، زوبيكلون، هيدرات الكلورال، كلوروفورم، إلخ.)
- مرخيات العضلات (باكلوفين، كاريزوبرودول، سيكلوبنزابرين، إلخ.)
- المسكنات (غاما هيدروكسي بيوتيرات، الخ.)

## دمج العقاقير
إن الجمع بين عقاقير مسببة للإكتئاب متعددة يكون خطيرا جدا لأن الجهاز العصبي المركزي قد أفترض أنه يزيد خصائص الاكتئاب أضعافا مضاعفة بدلا من زيادة خطية. [بحاجة لمصدر] هذه الخاصية تجعل الأدوية المسببة للإكتئاب اختيارا مشتركا لجرعات زائدة متعمدة في حالات الإنتحار. استخدام الكحول أو البنزوديازيبينات مع الجرعة المعتادة من الهيروين غالبا ما يكون سبب الوفيات في جرعة زائدة من مدمني الأفيون.

## الروابط الخارجية
- Painfully Obvious - A Community Resource نسخة محفوظة 23 فبراير 2004 على موقع واي باك مشين.
- Fact sheets and Harm Reduction Strategies About Depressants and Other Recreational Drugs
- U.S. Department of Human and Health Services: Drug Categories for Substances of Abuse نسخة محفوظة 4 مايو 2007 على موقع واي باك مشين.
- About Psychotropic Medications: Quick Reference to Medications Used in Mental Health نسخة محفوظة 1 يوليو 2019 على موقع واي باك مشين.

قالب:المخدرات الترفيهية